# Joe Medwick
Joseph Michael Medwick, soprannominato "Ducky" (Carteret, 24 novembre 1911 – St. Petersburg, 21 marzo 1975), è stato un giocatore di baseball statunitense che ha giocato nel ruolo di esterno nella Major League Baseball (MLB). È stato introdotto nella National Baseball Hall of Fame nel 1968.

## Carriera
Medwick debuttò come professionista con i St. Louis Cardinals nel 1932. Nel 1934 ebbe una media battuta di .319, con 18 fuoricampo e 106 punti battuti a casa (RBI). Anche se Medwick girava la mazza ad ogni lancio nei pressi dell'area dello strike, era particolarmente difficile da mandare strikeout. Si impose presto come una delle giovani promesse del baseball ma venne anche riportata una certa personalità egocentrica di Medwick.
Lo stile di gioco di Medwick lo fece allontanare dal campo nella settima partita delle World Series 1934 da parte del Commissioner Kenesaw Mountain Landis. Questo avvenne quando i tifosi dei Detroit Tigers iniziarono a lanciargli contro della spazzatura dopo che scivolò con foga nella terza base su un triplo. Landis ordinò anche al terza base dei Tigers Marv Owen, sul quale Medwick era scivolato, di accomodarsi in panchina. Medwick rimane l'unico giocatore conosciuto ad essere allontanato dal diamante per la sua stessa sicurezza. Quando i giornalisti dopo la partita lo interrogarono sull'accaduto, un Medwick perplesso rispose: "Beh, so perché [i tifosi dei Tigers] mi hanno lanciato della spazzatura. Quello che non capisco, prima di tutto, è perché l'avessero portata allo stadio."

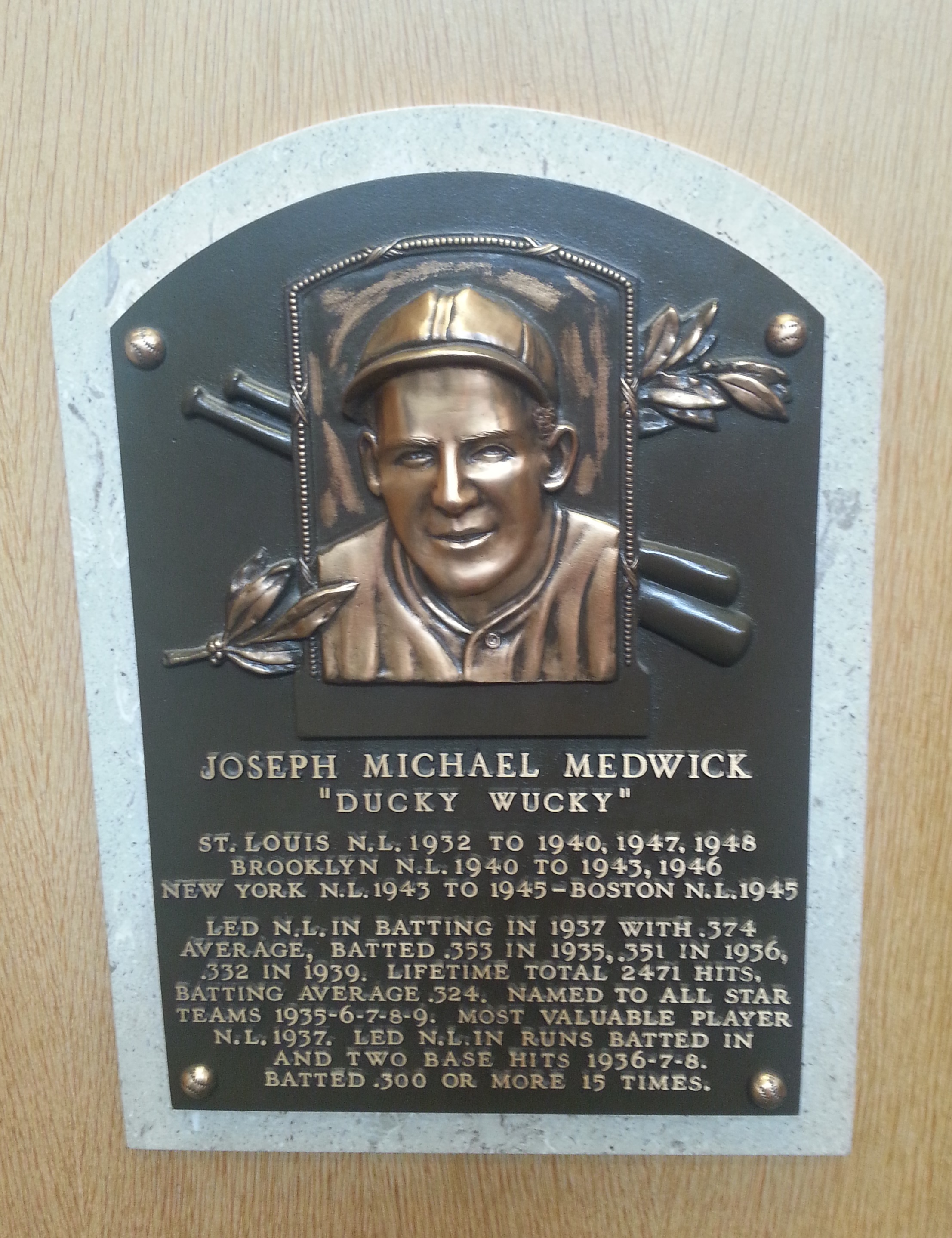
La placca di Medwick alla Baseball Hall of Fame

Medwick vinse la Tripla corona e il premio di MVP della National League nel 1937 e rimane l'ultimo giocatore ad avere vinto la Tripla corona nella NL. In una delle sue tre categorie, quella dei fuoricampo, Medwick concluse la stagione alla pari con Mel Ott. Il 6 giugno di quell'anno, Medwick aveva battuto un fuoricampo che in seguito fu annullato per un forfeit, costandogli il titolo solitario degli home run.
I 64 doppi di Medwick nel 1936 rimangono un record della National League. Detiene anche il primato della MLB per stagioni consecutive con 40 o più doppi, stabilito dal 1933 1939. Nel 1940, i Cardinals scambiarono Medwick e Curt Davis coi Brooklyn Dodgers per 125.000 dollari e quattro giocatori meno noti. Mentre era ancora un battitore solito, Medwick non aveva mai brillato in difesa e i Cardinals ritennero fossero in declino. Sei giorni dopo lo scambio, Medwick fu quasi ucciso da una palla lanciata dall'ex compagno nei Cardinals Bob Bowman, rimanendo a terra incosciente.
Medwick aiutò i Dodgers a vincere il pennant nel 1941 ma ormai le sue annate migliori erano alle spalle. Nel 1943 fu scambiato con i New York Giants. Nel 1944, Medwick assieme ad altri giocatori fu ricevuto in udienza da Papa Pio XII, che era stato Segretario di Stato della Santa Sede ("Cardinal Secretary of State" in inglese) prima di diventare Papa. Quando gli fu chiesto dal Papa quale fosse la sua vocazione, Medwick: "Sua Santità, io sono Joe Medwick. Anch'io sono stato un Cardinal."
Medwick tornò ai Cardinals per le ultime due stagioni da professionista nel 1947 e nel 1948. Nel 1999, The Sporting News lo inserì al 79º posto nella classifica dei migliori cento giocatori di tutti i tempi

## Palmarès

### Club
- World Series: 1

St. Louis Cardinals: 1934

### Individuale
- MVP della National League: 1

1937
- MLB All-Star: 10

1934–1942, 1944
- Tripla corona: 1

1937
- Miglior battitore della National League: 1

1937
- Leader della National League in fuoricampo: 1

1937
- Leader della National League in punti battuti a casa: 3

1936-1938
- St. Louis Cardinals Hall of Fame